# Salix recurvigemmata
Salix recurvigemmata är en videväxtart som beskrevs av A. Skvorts.. Salix recurvigemmata ingår i släktet viden, och familjen videväxter. Inga underarter finns listade i Catalogue of Life.